# Droga wojewódzka nr 630
Droga wojewódzka nr 630 (DW630) – droga wojewódzka w województwie mazowieckim łącząca DK85 w Nowym Dworze Mazowieckim z DK61 w Jabłonnie o długości 17 km.

## Historia numeracji
Na przestrzeni lat trasa posiadała różne oznaczenia:
| Numer | Klasyfikacja                     | Przebieg             | Lata obowiązywania    | Źródło | Uwagi |
| ----- | -------------------------------- | -------------------- | --------------------- | --- | --- |
| 4     | Droga państwowa                  | Jabłonna – Nowy Dwór | 1920 – lata 30.       | Ustawa z dnia 10 grudnia 1920 r. o budowie i utrzymaniu dróg publicznych w Rzeczypospolitej Polskiej (Dz.U. z 1921 r. nr 6, poz. 32) | fragment drogi państwowej Warszawa – Modlin – Płońsk – Sierpc – Rypin – Gołąb – Grudziądz – Tczew – Kościerzyna – Puck |
| 1     | Droga państwowa                  | Jabłonna – Nowy Dwór | lata 30. – 1952       | - Zygmunt Jaworski: Mapa samochodowa Polski (stan dróg) na rok 1939/1940. Tadeusz Musiał. Brak numerów stron w książce - Wegenwiki (niderl.) | „droga bita” w dobrym stanie technicznym                                                                               |
| 20    | Droga państwowa                  | Jabłonna – Nowy Dwór | 1952 (?) – 14 II 1986 | - Atlas samochodowy Polski 1:500 000. Wyd. IV. Warszawa: Państwowe Przedsiębiorstwo Wydawnictw Kartograficznych, 1965. Brak numerów stron w książce - Mapa samochodowa Polski 1:1 000 . Wyd. jedenaste. Warszawa: Państwowe Przedsiębiorstwo Wydawnictw Kartograficznych, 1972. Brak numerów stron w książce - Samochodowy atlas Polski 1:500 000. Wyd. V. Warszawa: Państwowe Przedsiębiorstwo Wydawnictw Kartograficznych, 1979. ISBN 83-7000-017-7. Brak numerów stron w książce - Samochodowy atlas Polski 1:500 000. Wyd. VI. Warszawa: Państwowe Przedsiębiorstwo Wydawnictw Kartograficznych, 1980. Brak numerów stron w książce - Samochodowy atlas Polski 1:500 000. Wyd. IX. Warszawa: Państwowe Przedsiębiorstwo Wydawnictw Kartograficznych, 1984. Brak numerów stron w książce - Samochodowy atlas Polski 1:500 000. Wyd. IX. Warszawa: Państwowe Przedsiębiorstwo Wydawnictw Kartograficznych, 1985. Brak numerów stron w książce                                                                                    | niepewna data wprowadzenia numeracji                                                                                   |
| 630   | Droga krajowa / Droga wojewódzka | Jabłonna – Nowy Dwór | od 14 II 1986         | - Uchwała nr 192 Rady Ministrów z dnia 2 grudnia 1985 r. w sprawie zaliczenia dróg do kategorii dróg krajowych (M.P. z 1986 r. nr 3, poz. 16) - Rozporządzenie Rady Ministrów z dnia 15 grudnia 1998 r. w sprawie ustalenia wykazu dróg krajowych i wojewódzkich (Dz.U. z 1998 r. nr 160, poz. 1071) - Mapa samochodowa Polski 1:700 000. Wyd. 1. Szczecin: Wydawnictwo Kartograficzne KOMPAS, 1996/1997. ISBN 83-904373-2-5. Brak numerów stron w książce - Mapa samochodowa Polski 1:700 000. Wyd. II zmienione i poprawione. Szczecin: Wydawnictwo Kartograficzne KOMPAS, 1997/1998. ISBN 83-904373-3-3. Brak numerów stron w książce - Mapa samochodowa Polski 1:700 000. Wyd. XII zmienione, poprawione i uaktualnione. Szczecin: Wydawnictwo Kartograficzne KOMPAS, 2004/2005. ISBN 83-904373-7-6. Brak numerów stron w książce - Mapa samochodowa Polski 1:700 000. Wyd. XIV zmienione, poprawione i uaktualnione. Szczecin: Wydawnictwo Kartograficzne KOMPAS, 2005/2006. ISBN 83-904373-7-6. Brak numerów stron w książce | 1. w latach 1986–2000 jako droga krajowa 2. dawniej dozwolony był ruch ciężki – dopuszczalny nacisk na oś do 10 ton    |

## Miejscowości leżące przy trasie DW630
- Nowy Dwór Mazowiecki (DK85)
- Boża Wola
- Suchocin
- Skierdy
- Rajszew
- Jabłonna (DK61)